# MenschenRechtsMagazin
Das zweimal jährlich erscheinende MenschenRechtsMagazin (MRM) ist eine wissenschaftliche, deutschsprachige Zeitschrift zum Thema Menschenrechte. Es möchte einen Beitrag dazu leisten, Parlamentarier, Behörden, Gerichte und Anwälte sowie die interessierte Öffentlichkeit über Möglichkeiten und Entwicklungen des internationalen Menschenrechtsschutzes zu informieren. Dazu werden Individualrechtsschutzverfahren vorgestellt, Urteile und Überwachungstätigkeiten ausgewertet sowie grundlegende Informationen vermittelt.

## Herausgeber und Redaktion
Das MenschenRechtsMagazin wird vom Menschenrechtszentrum an der Universität Potsdam (MRZ) herausgegeben. Herausgeber sind die Direktoren des MRZ, Andreas Zimmermann und Logi Gunnarsson sowie der ehemalige Direktor des MRZ Eckart Klein.
Verantwortlicher Redakteur ist seit 1996 Norman Weiß; Co-Redakteure sind Lutz Römer und  Nina Kapaun.
Ab 2023 erscheint die Zeitschrift nur noch online und Open Access (CC-BY 4.0).

## Inhalt
Im MenschenRechtsMagazin werden Artikel aus den Bereichen Völkerrecht, Philosophie, Geschichte und Politikwissenschaft veröffentlicht. Einen thematischen Schwerpunkt bildet der Menschenrechtsschutz im System der Vereinten Nationen. Eine Serie von Artikeln während der 1990er Jahre stellte die Möglichkeiten und Voraussetzungen des Individualrechtsschutzes dar. Außerdem wird regelmäßig über die Arbeit des Menschenrechtsausschusses nach dem Internationalen Pakt über bürgerliche und politische Rechte (Zivilpakt) berichtet.
Die Themenhefte hatten folgende Titel:
- 50 Jahre Allgemeine Erklärung der Menschenrechte (1997)
- 50 Jahre Europäische Menschenrechtskonvention (2000)
- 25 Jahre Internationale Menschenrechtspakte (2002)

Nach zehn Jahren erschien ein Gesamtinhaltsverzeichnis, das den Inhalt aller Hefte systematisch erschließt.